# Jama pri Dvoru
Jama pri Dvoru – wieś w Słowenii, w gminie Žužemberk. W 2018 roku liczyła 102 mieszkańców.